# Гибралтар на Светском првенству у атлетици на отвореном 2011.
Гибралтар је учествовао на Светском првенству у атлетици на отвореном 2011. одржаном у Тегу од 27. августа до 4. септембра. Репрезентацију Гибралтара представљао је један атлетичар који се такмичио у трци на 800 метара. , 
На овом првенству Гибралтар није освојио ниједну медаљу. Није било нових националних и рекорда сезоне. Оборен је само један лични рекорд

## Резултати

### Мушкарци
| Атлетичар   | Дисциплина | Лични рекорд | Група      | Група     | Полуфинале           | Полуфинале           | Финале               | Финале       | Детаљи |
| Атлетичар   | Дисциплина | Лични рекорд | Резултат   | Место     | Резултат             | Место                | Резултат             | Место        | Детаљи |
| ----------- | ---------- | ------------ | ---------- | --------- | -------------------- | -------------------- | -------------------- | ------------ | ------ |
| Ричард Блег | 800 м      |              | 1:59,34 ЛР | 8 у гр. 6 | Није се квалификовао | Није се квалификовао | Није се квалификовао | 42 / 43 (44) |        |